# George Grote
George Grote (17. november 1794 i Clay Hill i Kent – 18. juni 1871) var en britisk, klassisk historiker, bedst kendt for det omfangsrige værk History of Greece («Grækenlands historie»), som fortsat læses.